# Mareuil-sur-Lay-Dissais
Mareuil-sur-Lay-Dissais é uma comuna francesa na região administrativa da Pays de la Loire, no departamento de Vendéia. Estende-se por uma área de 25,65 km². Em 2010 a comuna tinha 2 926 habitantes (densidade: 114,1 hab./km²).